# Chicken Garlic Steakのアカペラモーニング♪
「Chicken Garlic Steakのアカペラモーニング♪」（チキンガーリックステーキのアカペラモーニング）は、ラジオ大阪で放送されていたラジオの生ワイド番組。ChickenGarlicSteakの冠番組。

## 概要
「もっとハッピー！もっとミュージック！ハッピーエイジングステーションOBC」をテーマにした2014年7月改編に伴い、これまでこの放送枠で放送してきた「里見まさとのおおきに!サタデー」が夕方に枠が移行することに伴い、新しく、ChickenGarlicSteakの冠番組が始まることになった。
この番組では、「さわやかなアカペラのハーモニー」に加え、「週末のスタートに相応しい気持ち良い音楽」、それに週末に役立つ情報を伝える「大人の音楽情報ワイド番組」。
なお、8時30分から10時は「DyDo Station Chicken Garlic Steakのアカペラモーニング♪」として、ダイドードリンコの1社提供番組として放送。

## 放送時間
- 土曜 7:30-10:00

## 出演者
- パーソナリティ:ChickenGarlicSteak
- アシスタント:山本量子
  - アシスタント代行：和田麻実子(2014年7月26日)、南かおり(2014年8月2日～[2]2015年9月26日)
    - いずれも山本の病気休養[3]に伴う代役。